# Witanów
Witanów – część wsi Bieniewice w Polsce, położona w województwie mazowieckim, w powiecie warszawskim zachodnim, w gminie Błonie. Ma status sołectwa.
W latach 1975–1998 Witanów administracyjnie należał do województwa warszawskiego.
We wsi znajduje się przystanek kolejowy Witanów.